# Волков, Анатолий Иванович (милиционер)
Анатолий Иванович Волков (1924—1983) — советский деятель органов охраны общественного порядка, начальник МУРа.

## Биография
Во время Великой Отечественной войны призван в Красную армию, окончил танковое училище, на фронте с 1944. Назначен заместителем командира батареи отдельной самоходной артиллерийской дивизии 1-го Белорусского фронта. После войны работал начальником административно-хозяйственного отдела одного из министерств РСФСР, но затем перешёл на работу в милицию. Начинал как оперуполномоченный уголовного розыска 27-го отделения милиции, затем старший оперуполномоченный, начальник отдела уголовного розыска Молотовского районного отделения милиции, начальник 70-го отделения милиции, после чего службу продолжил в МУРе. С 1953 заместитель начальника отдела, с 1954 начальник отдела. Окончил Высшую школу МВД СССР, с 1959 заместитель начальника МУРа. С 1962 начальник МУРа и заместитель начальника УВД Мосгорисполкома. В 1965 назначен начальником столичной милиции. Предположительно после конфликта, когда не захотел закрывать глаза на недостойное поведение сына одного из чинов СМ СССР, переводится первым заместителем начальника Главного управления уголовного розыска. В ГУУР МВД СССР работает до 1980, часто заменяя начальника главка И. И. Карпеца. В 1980 начальником Главного управления уголовного розыска был назначен генерал-лейтенант милиции А. М. Волков, поэтому уход руководителем учебных курсов сопровождался шуткой сотрудников главка про «невозможность двух волков ужиться в одном логове». С 1980 до 1983 руководил Высшими академическими курсами МВД СССР. В 1983 передал дела на курсах генералу внутренней службы А. М. Зазулину и вышел в отставку.